# Сівозміна
Сівозмі́на — це інтенсивна система землеробства, науково обґрунтоване чергування сільськогосподарських культур і парів у часі і на території або тільки в часі (ротація) за заздалегідь визначеним планом. Сівозміна супроводжується відповідною системою обробітку ґрунту та внесення добрив. Метою сівозміни є систематичне підвищення врожайності та забезпечення максимально можливого виробництва продукції з одиниці площі при мінімальних затратах праці та коштів.
Ротація (чергування в часі) означає щорічну або періодичну зміну культур і пару на певному полі. При чергуванні у сівозміні культури вирощуються на різних частинах поля щороку (почергово), де вони чергуються в часі.
Сукупність сівозмін в господарстві називається «системою сівозмін», а перелік сільськогосподарських культур і парів в порядку їх чергування у сівозміні називається «схемою сівозміни». Сівозміни розрізняються за типами та видами.

## Історія
Сівозмінна система землеробства відома в Європі з 17 ст., у 19 ст. вона стала панівною в Західній і Центральній Європі.
На українських землях до 1914 система була лише на Західній Україні (одночасно з поширенням кормових, картоплі і цукрового буряка); на Правобережжі почався перехід від трипілля до сівозміни. Тепер система сівозмін запроваджена на всіх українських землях. Залежно від природних (ґрунтових, кліматичних тощо) та економічних умов впроваджують одну або кілька сівозмін.

## Опис
Сівозміна необхідна для досягнення більш високих врожаїв, оскільки вирощування культур на одному полі (ділянці) виснажує ґрунт і підвищує ризик появи хвороб і шкідників. Культури розміщують на полях таким чином, щоб кожна з них поверталася на попереднє місце не раніше, ніж через 3-4 роки. Період, протягом якого культури проходять через кожне поле в певному порядку, називається ротацією сівозміни.
Сівозміна дає можливість розробити технології вирощування рослин з урахуванням їх взаємного впливу та наслідків кожної дії, застосованої до найближчих попередників.
Сівозміна використовує той факт, що польові культури завдяки своїм біологічним властивостям можуть активно відновлювати родючість ґрунту. Рослини, залежно від виду, можуть впливати на такі фактори, як надходження поживних речовин і вологи, вміст гумусу, біологічний режим, фізичні властивості та швидкість детоксикації шкідливих речовин, що потрапляють у ґрунт під час сільськогосподарського використання.
Сівозміна дозволяє розробити агрономічну стратегію для підвищення продуктивності ґрунту та врожайності культур, а також визначити та пов'язати всі елементи системи землеробства в єдиний комплекс. Системи удобрення, механічного обробітку ґрунту та інші агротехнічні та меліоративні заходи залежать від спеціалізації сівозміни, складу культур і чергування.

## Типи сівозмін
Типи сівозмін — це чергування культур різного виробничого призначення, які відрізняються за типом вирощуваної основної продукції. Розрізняють наступні типи сівозмін: польові (для виробництва зернових, технічних і кормових культур), кормові (для виробництва грубих, соковитих і зелених кормів), внутрішньогосподарські (тип кормової сівозміни біля тваринницьких ферм для виробництва соковитих і зелених кормів), сінокосно-пасовищні (тип кормової сівозміни для вирощування багаторічних та однорічних трав на сіно, сінаж і для випасу худоби), спеціалізовані (тип польової сівозміни з максимально допустимим насиченням однією з польових культур) та спеціальні (для вирощування культур, які вимагають спеціальних умов і особливої технології). Овочеві культури включають в спеціалізовані сівозміни для овочів, а баштанні культури часто включаються в сівозміни для польових і кормових культур (на богарі).

## Класифікація
За призначенням сівозмінні системи поділяють на польові і спеціальні (прифермські, баштанні, ґрунтозахисні та ін.). В Україні переважають 7-9-пільні сівозмінні системи.
Польові належать до просапних:
- у Степу вони в основному зерново-паропросапні та зерново-просапні, насичені зерновими культурами і займають 84 %, кормові 12 %, ґрунтозахисні — 2,3 %, від площі земель, на яких впроваджено сівозміну;
- у Лісостепу вони в основному зерно-бурякові і займають 85 5 %, кормові — 7,5 %, ґрунтозахисні — 3,2 %, лукопасовищні — 1,2 %, городинні — 1,1 %, ін. спеціальні — 1,5 %;
- у лісовій смузі найчастіше зерно-картоплані, зерно-льонарські з посівом жита, картоплі і люціну, які займають 85,5, кормові — 5,9 %, лукопасовищні — 1,8 %, ґрунтозахисні — 1,5 %, городинні — 0,8 %, ін. спеціальні — 1,5 %. Сівозмінні системи в Карпатах різноманітні; вони залежать від роду ґрунту, висоти, а також ступеня похилости схилів.